# Frans Hogenberg
Frans Hogenberg, född 1535 i Mechelen, död 1590 i Köln, var en tysk kopparstickare och etsare.
År 1572 gav han tillsammans med Georg Braun ut boken Civitates Orbis Terrarum som är ett verk visande stadsvyer av världens städer. Verket innehåller på 1600 sidor över 600 verklighetstrogna vedutamålerier och stadsplaner, det har formatet 280x410 mm och utgavs i sex volymer mellan 1572 och 1618. I boken visas samtliga större städer i Europa, Afrika, Asien och till och med Amerika, även av Stockholm finns några vyer. Förläggaren, Georg Braun (1541-1622), var teolog, Frans Hogenberg graverade de första fyra volymerna. För vetenskapliga studier och en ökad förståelse om 1500-talets städer är Hogenbergs mycket detaljerade illustrationer av stor betydelse. Hans kopparstick är utsmyckade med dekorationer som visar bland annat fartyg, åkdon, vapen och människor i tidstypiska kläder.

## Bilder

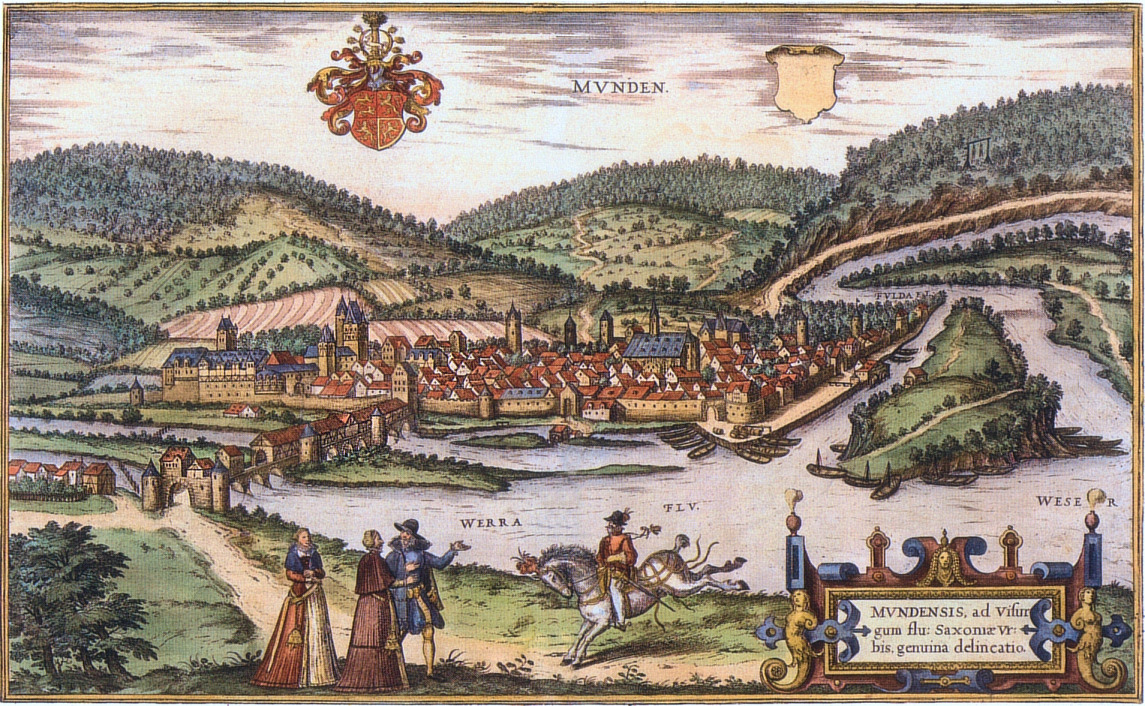
Hann. Münden 1584
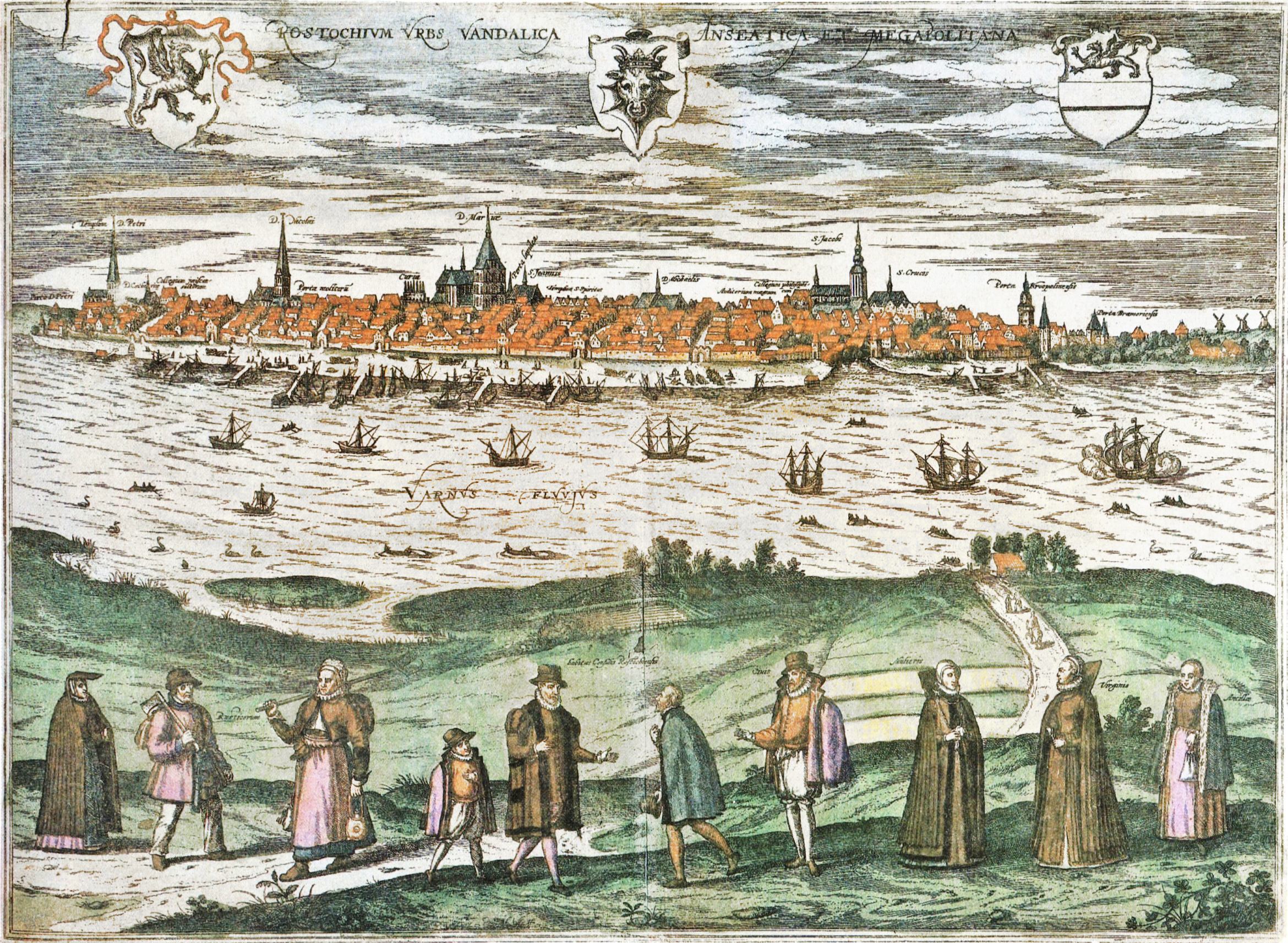
Rostock 1597
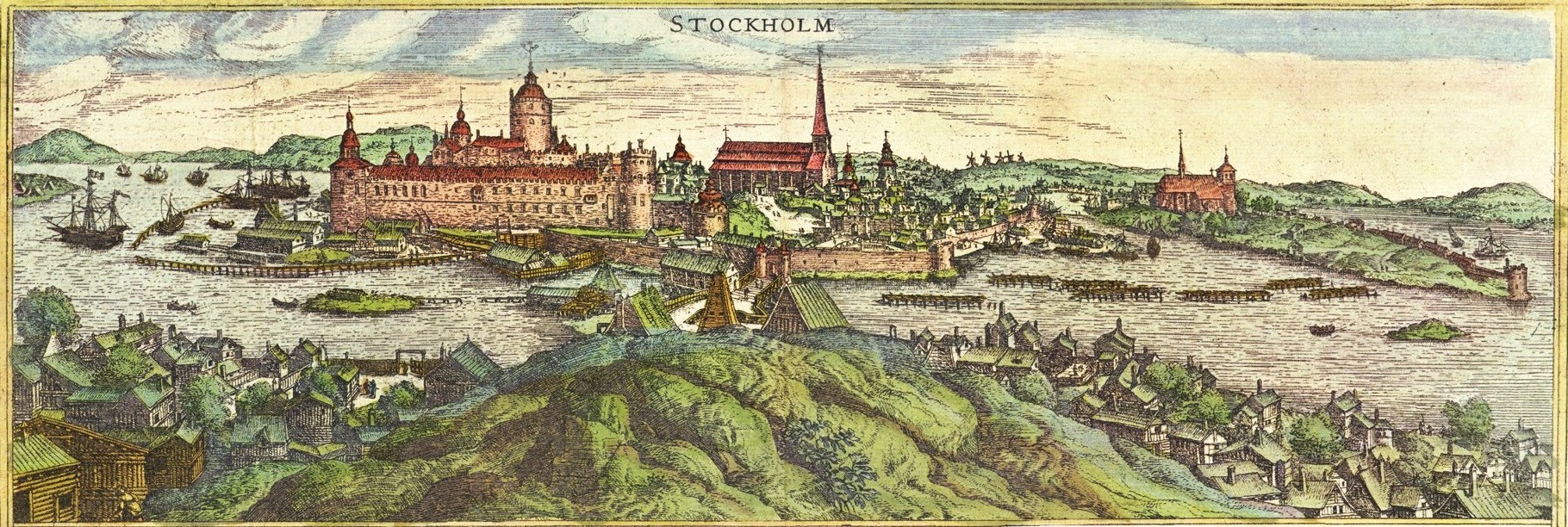
Stockholm 1588
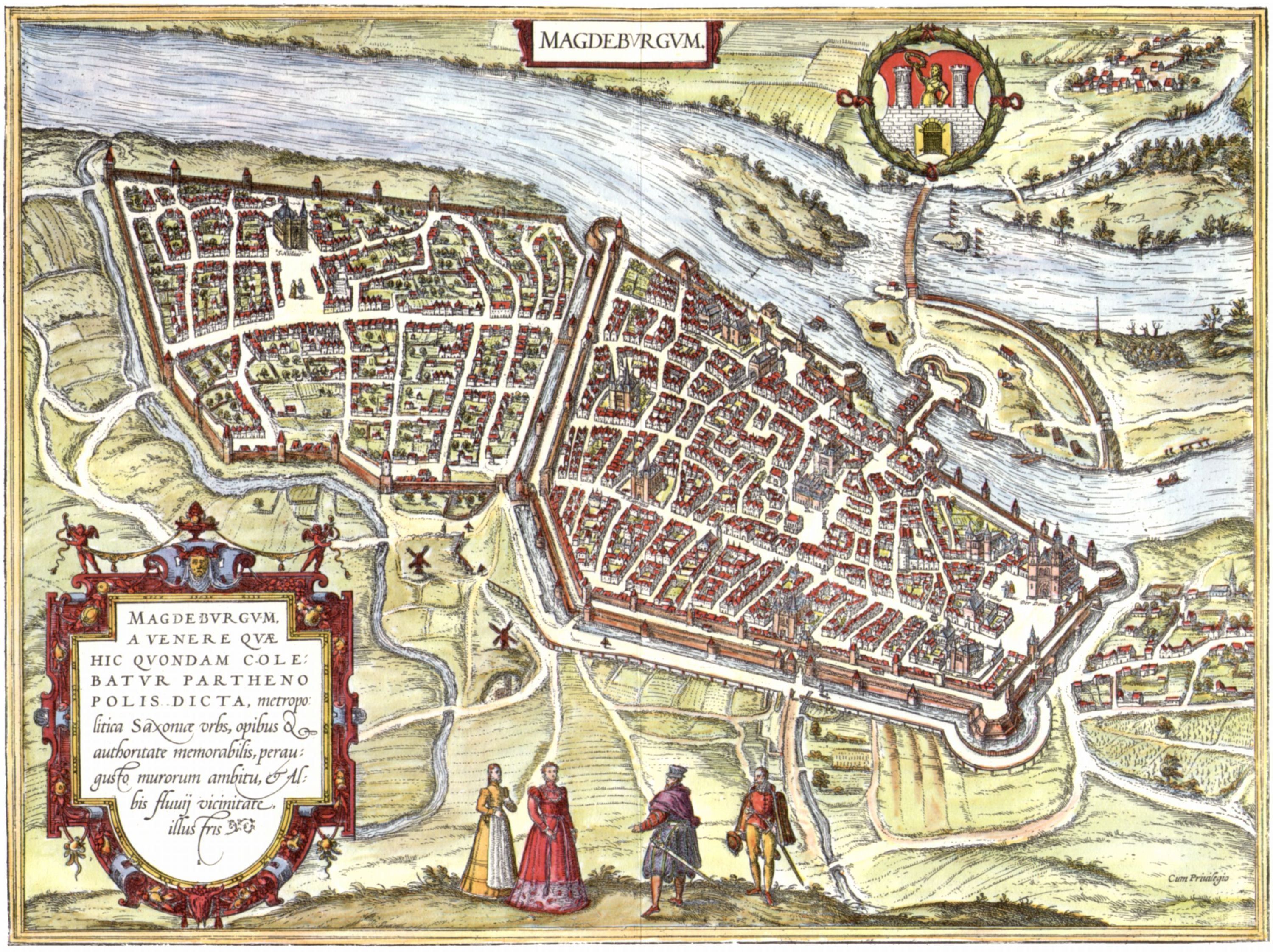
Magdeburg 1572